# Zhang Mengqiu
Pour les articles homonymes, voir Zhang.
Zhang Mengqiu (en chinois : 张梦秋), née le 9 mars 2002 à Hengshui, est une skieuse alpine handisport chinoise concourant en LW9-1 pour les athlètes pouvant tenir debout. Elle remporte une médaille d'argent aux Jeux en 2022.

## Carrière
Zhang Mengqiu est née avec une paralysie cérébrale.
Lors des Jeux paralympiques d'hiver de 2022, elle remporte la médaille d'argent de la descente debout.

## Palmarès

### Jeux paralympiques
| Épreuve / Édition | Pékin 2022 |
| ----------------- | ---------- |
| Descente          | Argent     |
| Super-G           | Or         |
| Slalom géant      | Or         |
| Slalom            | Argent     |
| Super combiné     | Argent     |